# Р-36орб
Р-36орб (индекс — 8К69, по классификации МО США и НАТО — SS-9 Mod 3 Scarp, буквально «Обрыв») — советский стратегический ракетный комплекс на базе МБР Р-36, оснащённый баллистическими ракетами с орбитальной головной частью.
Разработка стратегического ракетного комплекса Р-36 с орбитальной ракетой 8К69 была начата 16 апреля 1962 года в КБ «Южное», главный конструктор М. К. Янгель. Такая ракета обеспечивает некоторые преимущества перед МБР:
- Неограниченную дальность полёта, позволяющую поражать цели, недосягаемые для межконтинентальных баллистических ракет.
- Возможность поражения одной и той же цели с противоположных направлений, что вынуждает противника создавать противоракетную оборону как минимум с двух направлений. При этом стоимость такой обороны значительно возрастает.
- Сокращение времени полёта орбитальной головной части по сравнению со временем полёта головной части МБР при пуске орбитальной ракеты по кратчайшему направлению.
- Невозможность прогнозирования района падения боевого заряда во время нахождения на орбитальном участке полёта.

Состав ракетного комплекса и конструкция ракеты во многом аналогичны базовой Р-36. Ракета двухступенчатая с тандемным расположением ступеней. Оснащена жидкостными ракетными двигателями, использующими в качестве топлива НДМГ+АТ. Ракета хранится в заправленном виде, ампулизированная. Шахтная пусковая установка (ШПУ) и командный пункт (КП) защищены от действия поражающих факторов ядерного взрыва. Старт ракеты — газодинамический, с запуском двигательной установки ракеты в ШПУ.
Основное отличие от базовой ракеты заключается в применении орбитальной головной части (ОГЧ) с тормозной двигательной установкой (ТДУ), системой управления, боевым блоком (ББ) с зарядом мощностью 2,3 Мт и системой радиотехнической защиты ОГЧ. Система управления, ориентации и стабилизации ОГЧ — автономная инерциальная. Она дополнена радиовысотомером, который контролирует высоту орбиты дважды — в начале орбитального участка и перед подачей тормозного импульса. Тормозная ступень предназначена для обеспечения спуска ОГЧ с орбиты. Она оснащена собственной двигательной установкой, автоматом стабилизации и автоматом управления дальностью, выдающим команду на выключение ТДУ.
В ходе лётно-конструкторских испытаний было испытано 19 ракет, из них 4 пуска были аварийными. В семнадцатом пуске было осуществлено спасение головной части с помощью парашютной системы. Лётные испытания ракеты были завершены 20 мая 1968 года, а принят на вооружение ракетный комплекс был 19 ноября 1968 года. Три полка с 18 пусковыми установками для орбитальных ракет 8К69 заступили на боевое дежурство в 1969 году на научно-исследовательском полигоне № 5 Министерства обороны СССР (ныне космодром Байконур).
С боевого дежурства орбитальные ракеты 8К69 были сняты в январе 1983 года в связи с заключением Договора об ограничении стратегических вооружений (ОСВ-2), полки расформированы. В этом договоре было введено ограничение на размещение ядерного оружия в космосе.
В дальнейшем на базе ракеты 8К69 было создано семейство ракет-носителей «Циклон» .

### Дальнейшая эволюция ядерной ракеты Р-36 орб (8к69)
Самой последней разработкой на базе Р-36 орб (8к69) является космическая ракета РН «Циклон-4М»
В отличие от предыдущих ракет РН «Циклон» (РН «Циклон-2», РН «Циклон-3»)- эта ракета станет меньше всех похожа на своего «боевого» предка .
В старых версиях «Циклона» токсичное топливо как в боевой ракете Р-36 орб (8к69) (топливо: НДМГ / окислитель: АТ). Такое топливо делало ракеты мощными, и позволяло длительное время хранить ракеты заправленными. Единственный минус от «боевого» топлива — экологический ущерб.
В ракете РН «Циклон-4М» первая ступень будет от космической ракеты РН «Зенит» (топливо: керосин RP-1, окислитель: жидкий кислород) .

## Сравнительная характеристика
| Общие сведения и основные тактико-технические характеристики советских баллистических ракет второго поколения                                                                                  | Общие сведения и основные тактико-технические характеристики советских баллистических ракет второго поколения | Общие сведения и основные тактико-технические характеристики советских баллистических ракет второго поколения | Общие сведения и основные тактико-технические характеристики советских баллистических ракет второго поколения | Общие сведения и основные тактико-технические характеристики советских баллистических ракет второго поколения | Общие сведения и основные тактико-технические характеристики советских баллистических ракет второго поколения | Общие сведения и основные тактико-технические характеристики советских баллистических ракет второго поколения |
| Наименование ракеты | Р-36 | Р-36орб | УР-100 | УР-100К | РТ-2 | «Темп-2С» |
| Конструкторское бюро | КБ «Южное» | КБ «Южное» | НПО «Машиностроения»                                                                                          | НПО «Машиностроения»                                                                                          | ОКБ-1 | МИТ |
| --- | --- | --- | --- | --- | --- | --- |
| Генеральный конструктор | М. К. Янгель                                                                                                  | М. К. Янгель                                                                                                  | В. Н. Челомей                                                                                                 | В. Н. Челомей                                                                                                 | С. П. Королёв, И. Н. Садовский                                                                                | А. Д. Надирадзе                                                                                               |
| Организация-разработчик ЯБП и главный конструктор | Всесоюзный научно-исследовательский институт экспериментальной физики, С. Г. Кочарянц                         | Всесоюзный научно-исследовательский институт экспериментальной физики, С. Г. Кочарянц                         | Всесоюзный научно-исследовательский институт экспериментальной физики, С. Г. Кочарянц                         | Всесоюзный научно-исследовательский институт экспериментальной физики, С. Г. Кочарянц                         | Всесоюзный научно-исследовательский институт экспериментальной физики, С. Г. Кочарянц                         | Всесоюзный научно-исследовательский институт экспериментальной физики, С. Г. Кочарянц                         |
| Организация-разработчик заряда и главный конструктор | Всесоюзный научно-исследовательский институт экспериментальной физики, Е. А. Негин                            | Всесоюзный научно-исследовательский институт экспериментальной физики, Е. А. Негин                            | Всесоюзный научно-исследовательский институт экспериментальной физики, Е. А. Негин                            | Всесоюзный научно-исследовательский институт экспериментальной физики, Е. А. Негин                            | Всесоюзный научно-исследовательский институт экспериментальной физики, Е. А. Негин                            | Всесоюзный научно-исследовательский институт экспериментальной физики, Е. А. Негин                            |
| Начало разработки | 16.04.1962 | 1963 | 30.03.1963 | 1965 | 04.04.1961 | 10.07.1969 |
| Начало испытаний | 28.09.1963 | 12.1965 | 19.04.1965 | 07.1969 | 02.1966 | 14.03.1972 |
| Дата принятия на вооружение | 21.07.1967 | 19.11.1968 | 21.07.1967 | 28.12.1972 | 18.12.1968 | |
| Год постановки на боевое дежурство первого комплекса | 05.11.1966 | 25.08.1969 | 24.11.1966 | 01.03.1970 | 08.12.1971 | 21.02.1976 |
| Максимальное количество ракет, стоявших на вооружении | 288 | 18 | 950 | 420 | 60 | 42 |
| Год снятия с боевого дежурства последнего комплекса | 1979 | 1983 | 1987 | 1984 | 1994 | 1981 |
| Максимальная дальность, км | 10 200 — тяжёлая ГЧ; 15 200 — лёгкая ГЧ                                                                       | неограниченная                                                                                                | 10600 | 10600—12000                                                                                                   | 9400 | 10500 |
| Стартовая масса, т | 183,9 | 180,0 | 42,3 | 50,1 | 51,0 | 37,0 |
| Масса полезной нагрузки, кг | 3950—5825 | 1700 | 760—1500 | 1200 | 600 | 940 |
| Весовая отдача, % | 2,15—3,17 | 0,94 | 1,8—3,55 | 2,4 | 1,18 | 2,54 |
| Материальная полезность, 10⁻⁴/т | 1,17—1,72 | 0,52 | 4,25—8,38 | 4,78 | 2,3 | 6,87 |
| Длина ракеты, м | 31,7 | 32,6 | 16,7 | 18,9 | 21,2 | 18,5 |
| Максимальный диаметр, м | 3,0 | 3,0 | 2,0 | 2,0 | 1,84 | 1,79 |
| Тип головной части | моноблочная или разделяющаяся                                                                                 | моноблочная                                                                                                   | моноблочная                                                                                                   | моноблочная или разделяющаяся                                                                                 | моноблочная                                                                                                   | моноблочная                                                                                                   |
| Количество и мощность боевых блоков, Мт | 1×10; 3×2+3                                                                                                   | 5 | 1×1,1 | 1×1,3; 3×0,35                                                                                                 | 1×0,75 | 1×0,65+1,5 |
| Стоимость серийного выстрела, тыс. руб. | 9570 | | 3000 | 2950 | | |
| Источник информации: Оружие ракетно-ядерного удара. / Под ред. Ю. А. Яшина. — М.: Издательство МГТУ им. Н. Э. Баумана, 2009. — С. 24–25 — 492 с. — Тираж 1 тыс. экз. — ISBN 978-5-7038-3250-9. | | | | | | |